# Droga krajowa B13 (Austria)
Droga krajowa B13 (Laaber Straße)  - droga krajowa w Austrii. Łączy B12 z B44. Arteria biegnie na zachodnich obrzeżach Wiednia.

## Odgałęzienia
Droga krajowa B13a – droga krajowa w Austrii stanowiąca połączenie B13 z B17.